# Canyon-SRAM/2022
Deze pagina geeft een overzicht van de vrouwenwielerploeg Canyon-SRAM in 2022.

## Algemeen
Algemeen manager: Ronny Lauke
Ploegleiders: Ronny Lauke
Fietsmerk: Canyon

## Renners

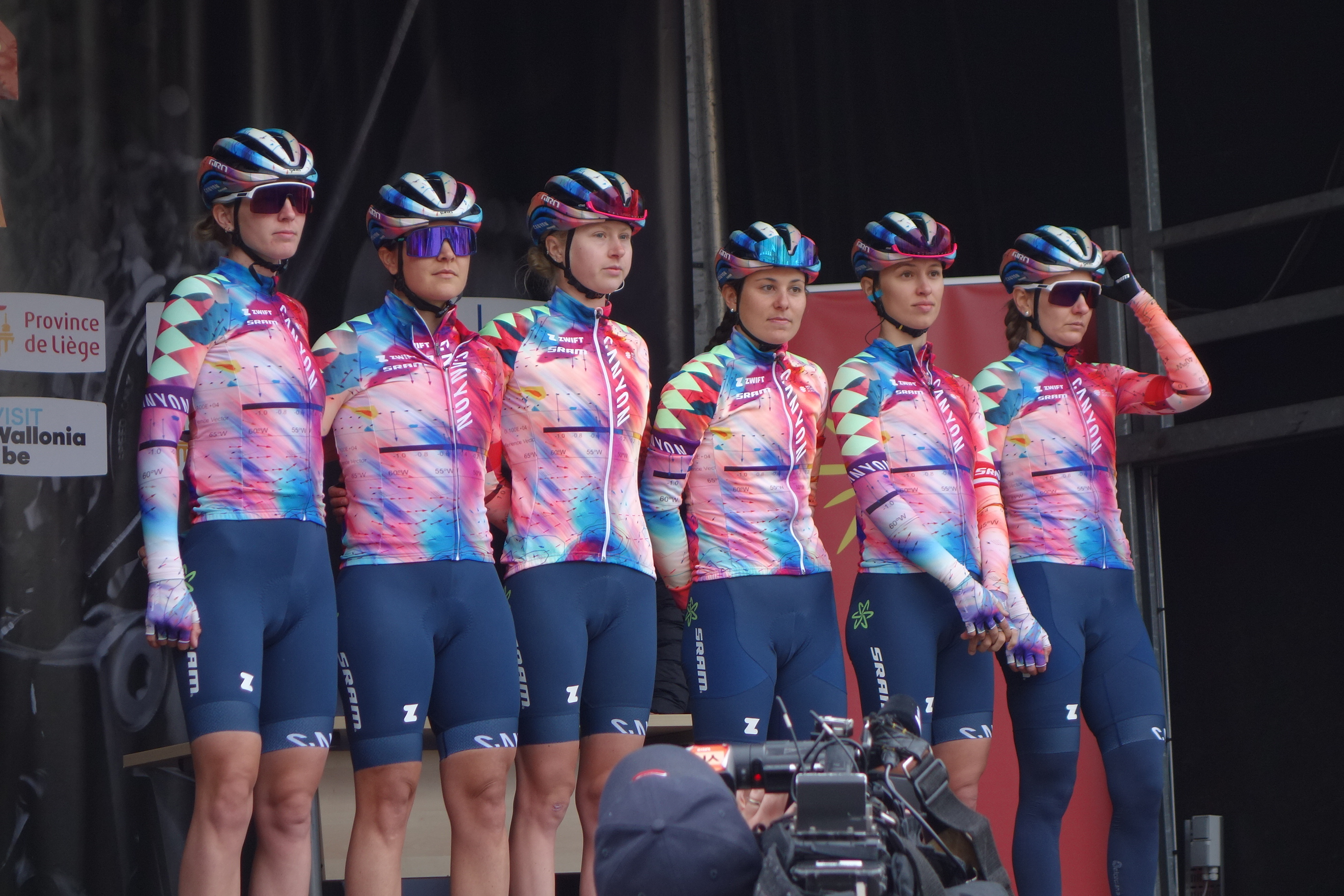
De ploeg in de Waalse Pijl 2022.

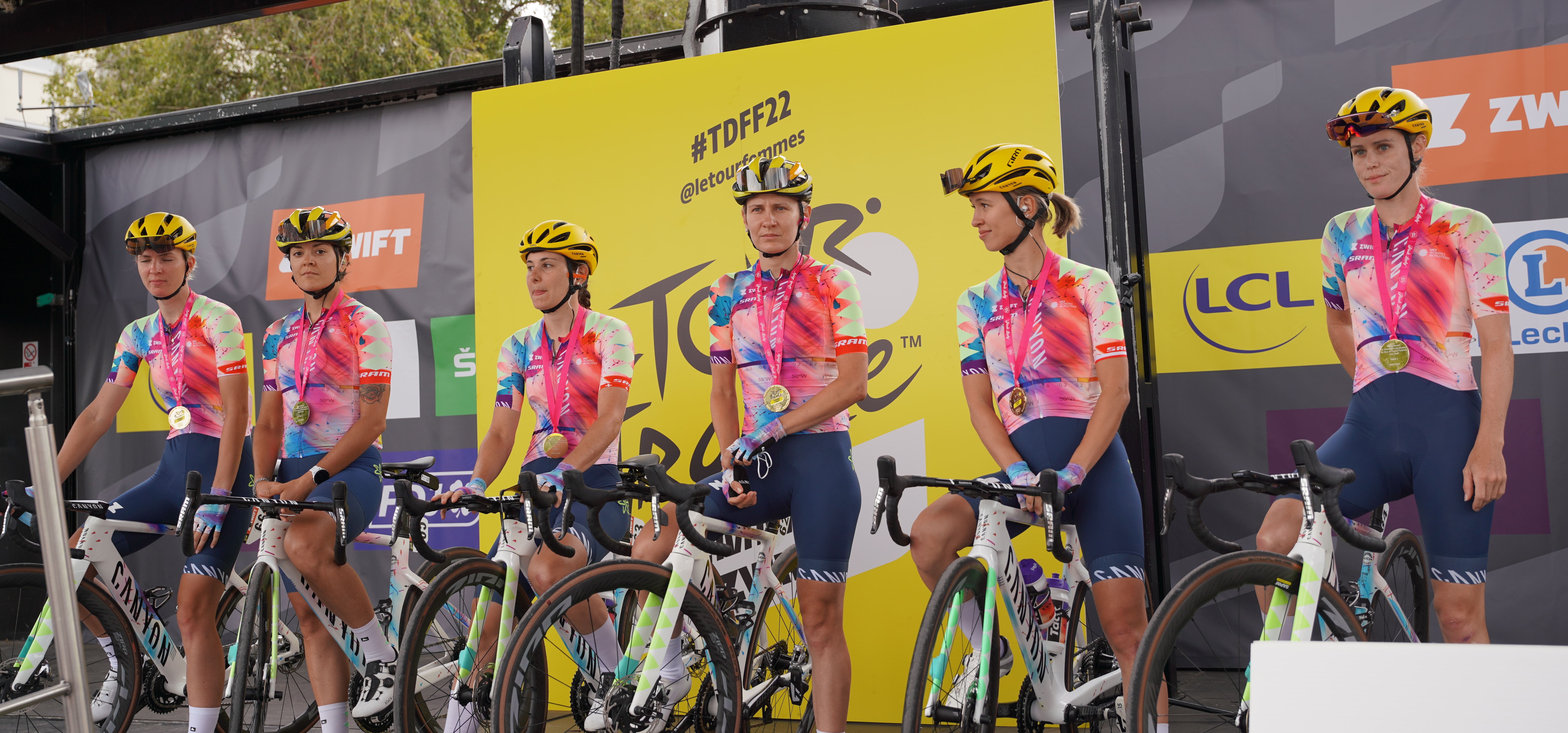
De ploeg won het ploegenklassement in de Tour de France Femmes.

| Naam                 | Geboortedatum     | Nationaliteit       | Ploeg 2021        |
| -------------------- | ----------------- | ------------------- | ----------------- |
| Alena Amialiusik     | 6 februari 1989   | Wit-Rusland         |                   |
| Alice Barnes         | 17 juli 1995      | Verenigd Koninkrijk |                   |
| Shari Bossuyt        | 5 september 2000  | België              | NXTG Racing       |
| Neve Bradbury        | 11 april 2002     | Australië           |                   |
| Elise Chabbey        | 24 april 1993     | Zwitserland         |                   |
| Tiffany Cromwell     | 6 juli 1988       | Australië           |                   |
| Chloé Dygert         | 01-01-1997        | Verenigde Staten    |                   |
| Ella Harris          | 18 juli 1998      | Nieuw-Zeeland       |                   |
| Mikayla Harvey       | 7 september 1998  | Nieuw-Zeeland       |                   |
| Lisa Klein           | 15 juli 1996      | Duitsland           |                   |
| Katarzyna Niewiadoma | 29 september 1994 | Polen               |                   |
| Maud Oudeman         | 29 september 2003 | Nederland           |                   |
| Soraya Paladin       | 4 mei 1993        | Italië              | Liv Racing        |
| Pauliena Rooijakkers | 12 mei 1993       | Nederland           | Liv Racing        |
| Sarah Roy            | 27 februari 1986  | Australië           | Team BikeExchange |

### Vertrokken
| Naam          | Geboortedatum    | Nationaliteit       | Ploeg 2022             |
| ------------- | ---------------- | ------------------- | ---------------------- |
| Hannah Barnes | 4 mei 1993       | Verenigd Koninkrijk | Uno-X Pro Cycling Team |
| Hannah Ludwig | 15 februari 2000 | Duitsland           | Uno-X Pro Cycling Team |
| Alexis Ryan   | 18 augustus 1994 | Verenigde Staten    | L39ION of Los Angeles  |
| Omer Shapira  | 9 september 1994 | Israël              | EF Education-TIBCO-SVB |

## Overwinningen
Ronde van het Baskenland
Bergklassement: Elise Chabbey
Durango-Durango Emakumeen Saria
Pauliena Rooijakkers
Ronde van Zwitserland
Bergklassement: Pauliena Rooijakkers
Ploegenklassement: *1)
Tour de France Femmes
Ploegenklassement: *2)
Ronde van Scandinavië
Jongerenklassement : Neve Bradbury
Ronde van Romandië
Puntenklassement: Soraya Paladin
*1) Ploeg ronde van Zwitserland: Bradbury, Harris, Klein, Paladin, Rooijakkers, Roy
*2) Ploeg Toer de France Femmes: Amialiusik, Chabbey, Cromwell, Niewiadoma, Paladin, Rooijakkers
2002 · 2003 · 2004 · 2005 · 2006 · 2007 · 2008 · 2009 · 2010 · 2011 · 2012 · 2013 · 2014 · 2015 · 2016 · 2017 · 2018 · 2019 · 2020 · 2021 · 2022 · 2023  · 2024 · 2025
BikeExchange Jayco · Canyon-SRAM · DSM · EF Education-TIBCO-SVB · FDJ Nouvelle-Aquitaine Futuroscope · Human Powered Health · Jumbo-Visma · Liv Racing Xstra  · Movistar · Roland Cogeas Edelweiss Squad · SD Worx · Trek-Segafredo · UAE Team ADQ · Uno-X